# Оджак (община)
Община Оджак (босн. и хорв. Opština Odžak, серб. Општина Оџак) — боснийская община, расположенная в северной части Федерации Боснии и Герцеговины. Административным центром является город Оджак.

## География
Оджак располагается на севере Боснии в своеобразном треугольнике из рек Босны (восток) и Савы (север) и горы Вучьяк (юго-запад). Северная граница общины является границей с Республикой Хорватия. Рельеф преимущественно равнинный, на западе много возвышенностей. Наивысшая точка — гора Кадар высотой 204 м.

## Население
По данным переписи населения 1991 года, в общине проживали 30056 человек из 14 населённых пунктов. По оценке на 2012 год, население составляет 15405 человек.

## Населённые пункты
Ада, Брусница-Мала, Горня-Дубица, Горни-Свилай, Доня-Дубица, Доньи-Свилај, Нови-Град, Ново-Село, Оджак, Посавска-Махала, Пруд.